# 红山水库 (托克逊)
红山水库是中国新疆维吾尔自治区吐鲁番市托克逊县境内的一座水库，位于白杨河上，建于1980年。水库平均水深为13.00米。